# فندری نماورکلا
فندری، روستایی است از توابع بخش مرکزی شهرستان قائم‌شهر در استان مازندران ایران.

## جمعیت
این روستا در بالاتجن است و براساس آخرین سرشماری مرکز آمار ایران در سال ۱۳۸۵ جمعیت آن ۴۶۶نفر (۱۲۵خانوار) بوده‌است.